# Renault Talisman (2015)
Pour les articles homonymes, voir Talisman (homonymie) et Renault Talisman.
La Talisman est une automobile du segment des berlines familiales du constructeur automobile français Renault, commercialisée en Europe de 2015 à 2022, après quoi sa production à l'usine de Douai est arrêtée. La Samsung SM6, son équivalent chez Renault Korea Motors, sera encore produite en Corée du Sud jusqu'en 2024. La Talisman n'est pas remplacée.

## Présentation
Sous le nom de Talisman, Renault présente le 6 juillet 2015 à Chantilly (Oise) la remplaçante de la Laguna III, de la Latitude et de la Renault Talisman chinoise. Fondée sur la plateforme CMF C/D de l'Alliance Renault-Nissan, elle partage en grande partie sa technologie (ADAS, 4Control, Système Multi Sense) avec l'Espace V.
La Samsung SM6, son équivalent chez Renault Samsung Motors, est présentée le 13 janvier 2016 avec des finitions moteurs, de liaisons au sol et des aménagements intérieurs spécifiques pour la Corée du Sud et le marché à l'exportation.

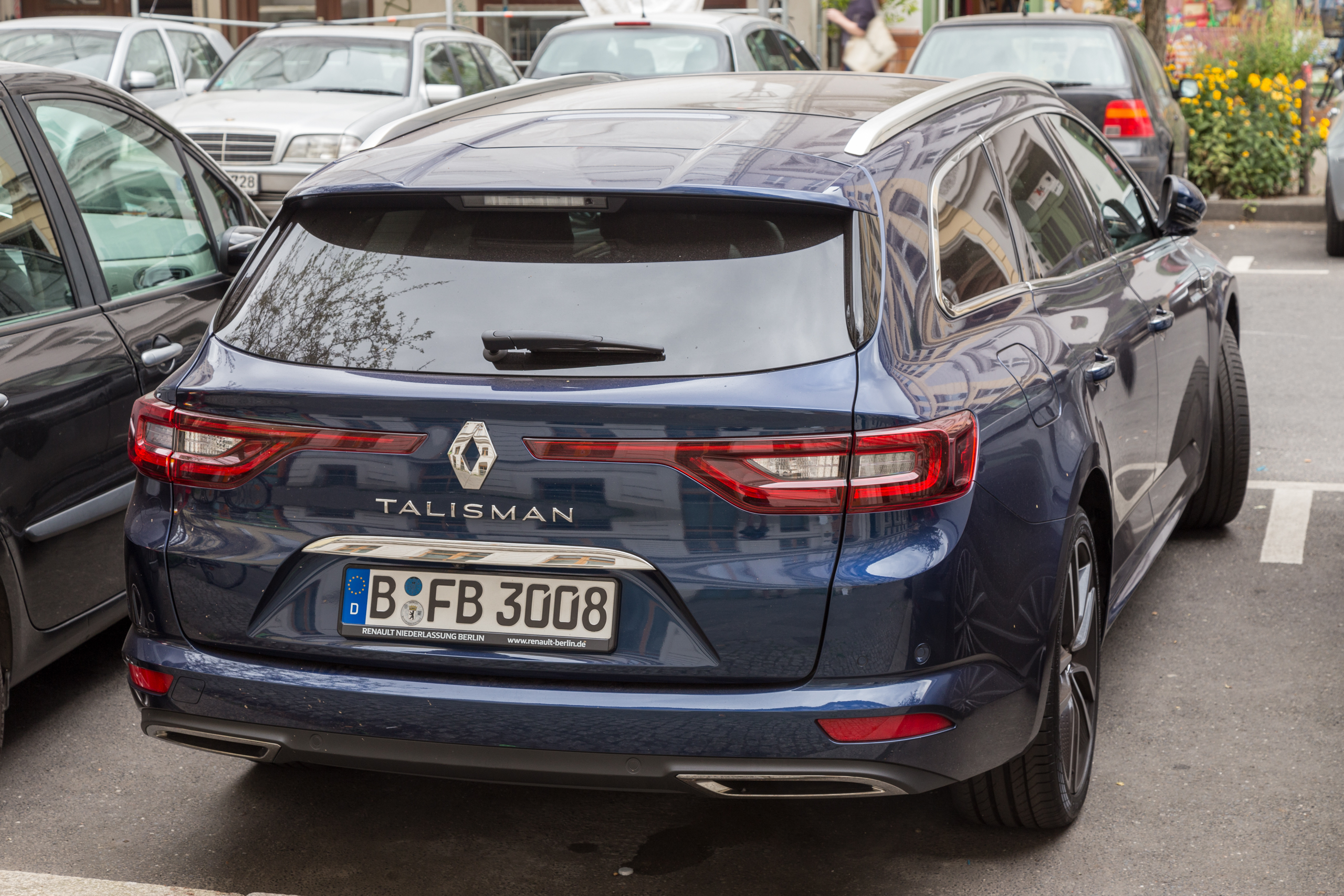
Renault Talisman Estate
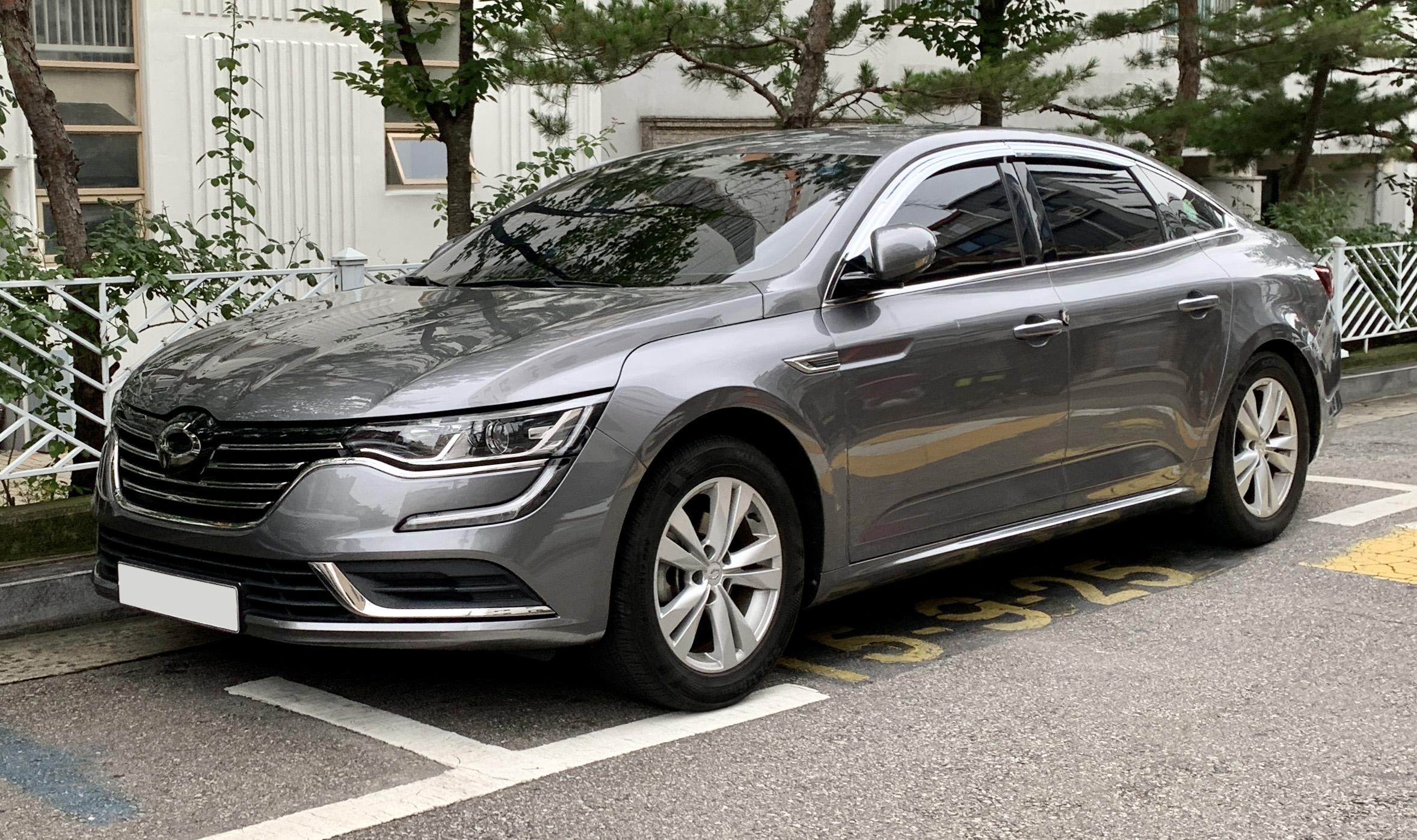
Renault Samsung SM6

### Phase 2
La version restylée de la Talisman, commercialisée au printemps 2020, devait être présentée au salon international de l'automobile de Genève 2020 mais celui-ci a été annulé à cause de la pandémie de Covid-19.
La Talisman phase 2 reçoit notamment des modifications sur les boucliers avant et arrière et une mise à jour technologique.
La production est stoppée en février 2022, et la Talisman sous ses deux formes de carrosserie (berline et break) disparaît du catalogue Renault le 1er mars 2022.
Le véhicule reste produit jusqu'en 2024 par la filiale sud-coréenne de Renault pour le marché local, sous la marque Renault Korea Motors (qui remplace l'appellation Renault Samsung Motors dès 2022).

## Caractéristiques techniques
La Talisman est une berline trois volumes, type de carrosserie plus statutaire et plus apprécié dans le segment des familiales routières que les berlines avec hayon. Elle entre en concurrence avec la Citroën C5, la Ford Mondeo, la Peugeot 508 I, la Škoda Superb ou la Volkswagen Passat.
Une version break Estate est présentée le 26 août 2015. Elle reprend les moteurs et les finitions de la berline et ses feux arrière sont identiques. L'Estate mesure 2 cm de plus que la berline et porte le volume du coffre à 572 litres.
Fondée sur la plateforme CMF C/D de l'Alliance Renault-Nissan, elle partage en grande partie sa technologie (ADAS, 4Control, Système Multi Sense) avec l'Espace V,,.

### Motorisations
La Talisman est disponible avec le quatre cylindres essence 1.3 TCe 140 ch avec la boîte mécanique à 6 rapports, de février à septembre 2021. La boîte mécanique disparaît du catalogue en même temps que cette version.
| Renault Talisman                 | 1.3 TCe FAP         | 1.3 TCe FAP         | 1.6 TCe             | 1.6 TCe             | 1.8 TCe FAP         | 1.5 dCi            | 1.5 dCi            | 1.6 dCi            | 1.6 dCi            | 1.6 dCi               | 1.7 Blue dCi       | 1.7 Blue dCi       | 2.0 Blue dCi       | 2.0 Blue dCi       |
| -------------------------------- | ------------------- | ------------------- | ------------------- | ------------------- | ------------------- | ------------------ | ------------------ | ------------------ | ------------------ | --------------------- | ------------------ | ------------------ | ------------------ | ------------------ |
| Moteur                           | H5H                 | H5H                 | M5M                 | M5M                 | M5P                 | K9K                | K9K                | R9M                | R9M                | R9M                   | R9N                | R9N                | M9R                | M9R                |
| Architecture                     | 4-cylindres essence | 4-cylindres essence | 4-cylindres essence | 4-cylindres essence | 4-cylindres essence | 4-cylindres diesel | 4-cylindres diesel | 4-cylindres diesel | 4-cylindres diesel | 4-cylindres diesel    | 4-cylindres diesel | 4-cylindres diesel | 4-cylindres diesel | 4-cylindres diesel |
| Cylindrée (cm³)                  | 1332                | 1332                | 1618                | 1618                | 1798                | 1461               | 1461               | 1598               | 1598               | 1598                  | 1749               | 1749               | 1997               | 1997               |
| Alésage (mm) / course (mm)       | 72,2 / 81,3         | 72,2 / 81,3         | 79,7 / 81,1         | 79,7 / 81,1         | 79,7 / 90,1         | 76 / 80,5          | 76 / 80,5          | 80 / 79,5          | 80 / 79,5          | 80 / 79,5             | 80 / 87            | 80 / 87            | 85 / 88            | 85 / 88            |
| Admission                        | Turbocompressé      | Turbocompressé      | Turbocompressé      | Turbocompressé      | Turbocompressé      | Turbocompressé     | Turbocompressé     | Turbocompressé     | Turbocompressé     | Double Turbocompressé | Turbocompressé     | Turbocompressé     | Turbocompressé     | Turbocompressé     |
| Puissance maximale ch (kW)       | 140 (103)           | 160 (120)           | 150 (112)           | 200 (149)           | 225 (168)           | 110 (82)           | 110 (82)           | 130 (97)           | 130 (97)           | 160 (120)             | 120 (89)           | 150 (112)          | 160 (120)          | 200 (149)          |
| au régime de (tr/min)            | 4500                | 5500                | 5300                | 6000                | 5600                | 4000               | 4000               | 4000               | 4000               | 4000                  | 3500               | 3500               | 4000               | 4000               |
| Couple maximal (N m)             | 260                 | 270                 | 220                 | 260                 | 300                 | 260                | 250                | 320                | 320                | 380                   | 300                | 340                | 360                | 400                |
| au régime de (tr/min)            | 1750                | 1800                | 1750                | 2500                | 1750                | 1750               | 1750               | 1750               | 1750               | 1750                  | 1750               | 1750               | 1500               | 1750               |
| Boîte de vitesses                | BVM6                | EDC7                | EDC7                | EDC7                | EDC7                | BVM6               | EDC6               | BVM6               | EDC6               | EDC6                  | BVM6               | BVM6               | EDC6               | EDC6               |
| Vitesse maximale (en km/h)       | 207                 | 210                 | 210                 | 237                 | 240                 | 190                | 190                | 205                | 205                | 215                   | 203                | 210                | 216                | 230                |
| 0-100 km/h (en s)                | 10,2                | 8.9 - 9.2           | 9.6                 | 7.6                 | 7.4 - 7.7           | 11.9               | 11.9               | 10.4               | 10.8               | 9.4                   | 11.9 - 12.4        | 10.3 - 10.7        | 9.9 - 10.2         | 8.8 - 9.1          |
| Consommation mixte (en ℓ/100 km) | 5,8 - 6,5           | 5.6 - 5.9           | 5.6 - 5.8           | 5.6 - 5.8           | 7.2 - 7.4           | 3.6                | 3.7 - 3.8          | 3.9                | 4.2                | 4.4                   | 4.6 - 4.9          | 4.6 - 4.9          | 4.8 - 5.1          | 5 - 5.1            |
| Émissions de CO2 (en g/km)       | 132 - 147           | 128 - 135           | 127 - 130           | 127 - 130           | 164 - 169           | 95                 | 97 - 99            | 102                | 112                | 116                   | 122 - 129          | 122 - 129          | 126 - 135          | 130 - 135          |
| Norme de dépollution             | Euro 6              | Euro 6d-temp        | Euro 6b             | Euro 6b             | Euro 6d-temp        | Euro 6b            | Euro 6b            | Euro 6b            | Euro 6b            | Euro 6b               | Euro 6d-temp       | Euro 6d-temp       | Euro 6d-temp       | Euro 6d-temp       |

## Finitions
- Life
- Confort
- Zen
- Business
- Intens
- Initiale Paris
- Corporate Edition

Seules les finitions Intens (en option) et Initiale Paris (de série) sont munies du 4control.

### Série spéciale
Renault lance une série spéciale de sa berline, dès septembre 2017, nommée Talisman Limited fondée sur la finition Zen.

## Chiffres de vente
|                    | 2023  | 2022  | 2021   | 2020   | 2019   | 2018   | 2017   | 2016    | 2015 | 2014 | Total   |
| ------------------ | ----- | ----- | ------ | ------ | ------ | ------ | ------ | ------- | ---- | ---- | ------- |
| Talisman (break)   | 468   | 2680  | 1767   | 3876   | 7013   | 9760   | 14646  | 25081   | 5540 | 25   | 70 856  |
| Talisman (berline) |       |       | 1913   | 4639   | 8003   | 9140   | 14892  | 21260   | 106  | 0    | 59 953  |
| SM6                | 2199  | 4218  | 6363   | 8527   | 16263  | 24800  | 39389  | 57478   | 0    | 0    | 159 237 |
| Total              | 2 667 | 6 898 | 10 043 | 17 042 | 31 279 | 43 700 | 68 927 | 103 819 | 5646 | 25   | 290 046 |

## Projets avortés
Renault a réalisé une maquette d'une Renault Talisman Estate R.S., ainsi que d'une Renault Talisman Shooting Brake R.S., avec une chute de pavillon plus inclinée et des ailes plus galbées que la Talisman Estate. Ces projets n'ont connu aucune suite en série.

## Récompenses
- La Renault Talisman a obtenu 5 étoiles au test Euro NCAP, avec 86 % pour la protection des adultes, 84 % pour la protection des enfants, 68 % pour la protection des piétons et 76 % pour l'aide à la sécurité[19].

### Prix
- 2015 : Plus belle voiture de l'année par le Festival International Automobile qui se déroule chaque année à Paris, aux Invalides.
- 2016 : Prix du Design par Le Journal du Taxi.